# Atilogwu

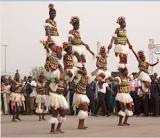
Torres humanas en Anambra

Atilogwu es una danza propia del pueblo igbo, originario de las montañas del Udi, Enugu, aunque hoy presente en todas las comunidades de igbos. Atilogwu literalmente significa '¿Es esto magia?', pues es lo que exclamaba el público al verlos bailar.

## Características
Consiste en torres humanas acrobáticas realizadas por hombres y mujeres de este grupo étnico, y se suele celebrar entre finales de agosto y principios de septiembre. Por el calor y el esfuerzo físico, se destaca la necesidad de tener buenas condiciones físicas para realizarla, ya que la duración total puede ser de varias horas.
Cada grupo de danzas consta de bailadores y músicos, que tocan unos seis instrumentos: el ogene, el gedegwu, el ekwe, el osha, el alo y el oja. Las torres humanas están compuestas por cinco o seis personas, aunque últimamente se han visto formaciones más numerosas. Los bailadores realizan acrobacias, que incluyen volantines y figuras humanas. Los integrantes visten con faldas y con adornos en la cabeza, más elaborados conforme mayor es el nivel del participante. Ocasionalmente, también llevan máscaras.

## Difusión e historia
En Occidente, no fue hasta 1940 cuando se divulga el atilogwu, a raíz de una misión de investigación etnológica. Cabe destacar el papel del grupo de danzas Nkpokiti, quienes ganaron un concurso folclórico celebrado en Lagos en 1970 para celebrar el final de la Guerra de Biafra, y que fueron adoptados por el gobierno del estado de Anambra como representantes institucionales a los concursos de danza. En 1978, el gobierno federal nigeriano los convirtió en embajadores de alcance mundial.
En 2021, Pau Pertegaz, un experto en la danza valenciana muixeranga (que también consiste en formar torres humanas), sostuvo que el origen de ésta estaba en el atilogwu igbo. Según su teoría, a mediados del siglo XV llegaron muchos esclavos negros a la ciudad de Valencia, y en un reporte de una fiesta en Tortosa en 1585 de menciona a «unos negrillos muy bien hechos, en umbros de otros». La hipótesis, sin embargo, no ha sido contrastada por otros.